# Ptychocroca wilkinsonii
Ptychocroca wilkinsonii es una especie de polilla de la familia Tortricidae. Se encuentra en la región de Valparaíso, en Chile.